# Герб Плоского
Герб Плоского — один з офіційних символів села Плоске, Свалявського району Закарпатської області
Затверджений 3 серпня 2007 року рішенням сесії Плосківської сільської ради.
Автор проекту герба — Андрій Гречило.

## Опис
У зеленому полі золоте сонце з людським обличчям, під ним — срібна рибина. 
Щит вписаний у еклектичний картуш, увінчаний золотою сільською короною з колосків.

## Зміст
На печатці сільської громади в середині XIX століття фігурувало зображення сонця та рибини. Тому було запропоновано відновити давній символ села і зробити його геральдичну реконструкцію відповідно до сучасних норм. Сонце відображає неповторну красу місцевої природи, а рибина характеризує багатство річки Великої Пині. Зелений колір символізує довколишні ліси.
Золота сільська корона з колосків означає населений пункт зі статусом села.